# Валенсия (автономное сообщество)
Вале́нсия, Валенси́йское соо́бщество или Валенси́йская страна́ (исп. Valencia, Comunidad Valenciana, вал. València, Comunitat Valenciana) — автономное сообщество на востоке Королевства Испания. Столица и крупнейший город — Валенсия. Регион поделён на три провинции: Аликанте, Кастельон и Валенсия.
Валенсия занимает часть побережья Средиземного моря длиной 518 км и покрывает площадь 23 255 км² с населением 4 935 010 чел. (2017). Границы региона примерно повторяют границы исторического Королевства Валенсия.
Нынешний Закон об Автономии Валенсии декларирует Регион Валенсия независимым. Официальные языки — испанский и валенсийский, признаваемый большинством учёных диалектом каталанского языка.

## Названия
Официальное название автономного сообщества, Comunitat Valenciana, имеет несколько вариантов перевода, в том числе «Валенсийское Сообщество», «Земля Валенсии», «Регион Валенсия» или, самое частое, просто «Валенсия». Испанское название Comunidad Valenciana, было официальным во время действия первого Закона об Автономии 1982. В настоящее время валенсийское правительство переводит название как «Регион Валенсия» или, иногда «Земля Валенсия», как это указывается Департаментом Туризма в публикациях на испанском и английском.
Хотя «Comunitat Valenciana», помимо официального мнения, является самым употребляемым названием и официально защищается, существовало два соревновавшихся имени во время подготовки Закона об Автономии. С одной стороны, País Valencià (Валенсийский) или País Valenciano (Испанский) появилось в XVIII-м веке, однако стало использоваться только с 1960-х, с коммунистическим или националистическим подтекстом, появившемся во время перехода Испании к демократии в конце 1970-х, начале 1980-х. Это название переводится как «Валенсийская Страна», «Регион Валенсия». Пример использования этого названия — так называемый Consell pre-autonòmic del País Valencià, предшественник управленческих институтов Валенсии в 1978, также относится к подготовке Закона об Автономии.
Чтобы сократить разрыв между двумя названиями — традиционным Regne de València и современным País Valencià — был создан компромиссный неологизм, Comunitat Valenciana, («Comunitat» или «сообщество», как и другие автономные сообщества Испании, что является официальным названием для испанских регионов, наделённых автономными правами).
В любом случае название «Валенсия» относится к городу, провинции и автономному сообществу.

## Память
- В честь Валенсии астроном Крымской астрофизической обсерватории Людмила Карачкина назвала астероид № 5941, открытый 20 октября 1982 года.

## География

### Рельеф
Внутренняя часть территории гористая, с наивысшими точками в провинциях Валенсия и Кастельон, что является частью Иберийских гор. Горы в провинции Аликанте — часть бетикской гряды. В регион Валенсия также входят маленькие острова Колумбретес и прибрежный островок Табарка.
Самая символичная гора — Пеньяголоса, в районе Алькалатен. Широко распространено заблуждение, что это самый высокий пик с высотой в 1813 м, однако на самом деле самый высокий горный пик — «Кальдерон» (1839 м), расположенный в Ринкон-де-Адемус, валенсийском эксклаве, где находятся ещё три пика высотой свыше 1500 м. Самая заметная гора на юге региона — Айтана (1558 м).
Достаточно узкая прибрежная полоса представляет собой плодородные равнины, в основном не имеющие заметных гор, за исключением гор вокруг Кабо де ла Нао и района Пеньискола в провинции Кастельон. Типичными для прибрежной зоны являются болота, как, например, Альбуфера около Валенсии, Эль Фондо в Эльче, Маржал около Пего, также болотистая местность и солончаки есть в Санта-Пола и Торревьеха. Все эти места входят в Рамсарскую конвенцию, что делает Валенсию важным местом для миграций и жизни морских и водоплавающих птиц.
Множество прибрежных дюн расположено в «Салере» около Альбуферы и в Гвардамар-дель-Сегура.

### Климат

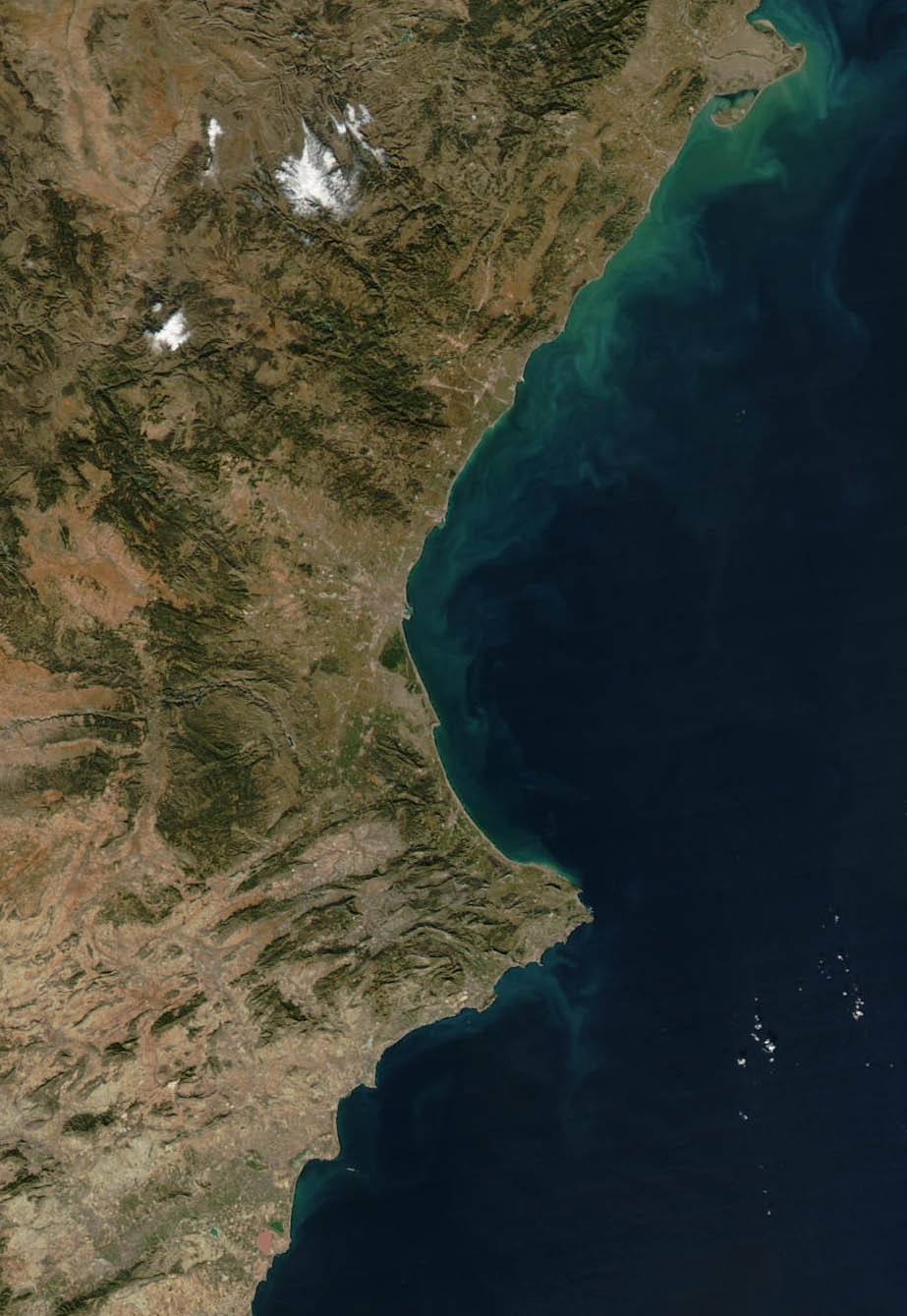
Спутниковый снимок Региона Валенсия. Снято NASA

В Валенсии мягкий климат, в основном находящийся под влиянием соседнего Средиземного моря. Однако между климатом некоторых районов Валенсии есть серьёзная разница.
- Настоящий средиземноморский климат. Он идёт примерно вдоль прибрежных равнин с северной границы через Бенидорм (сюда входят Кастельон-де-ла-Плана, Гандиа и Валенсия). Он также касается в разной степени низин в глубине материка. Здесь зимы холодные, лето длинное, сухое и жаркое, дожди идут в основном весной и осенью и составляют примерно 600 мм с удивительно мокрым микроклиматом в комарках Марина-Альта и Сафор.

Чуть севернее мыса Кабо ла Нао в год выпадает около 1000 мм осадков из-за подъёма суши.
- Транзитная зона: средиземноморский—континентальный климат. К нему относятся внутренние регионы и более близкие к морю, но расположенные выше уровня моря (сюда входят такие города, как Алькой, Морелья, Рекена, Вильена). Здесь зимы ещё холоднее (случается и снег), Лето мягкое, иногда жаркое, дожди бывают в течение всего года.
- Транзитная зона: средиземноморский климат—Полупустыня. Он идёт примерно вдоль прибрежных равнин от Вильяхойоса до южной границы региона (здесь расположены Аликанте, Эльче, Ориуэла и Торревьеха). Лето очень длинное, очень жаркое и очень сухое, зима мягкая, особенностью является малое количество осадков, менее 300 мм в год, которые выпадают весной и осенью. Причиной такой засушливости является эффект Дождевой тени, вызванный холмами на западе Аликанте (и в меньшей степени холмами на севере провинции, которые производит обратный эффект в районе Кабо де ла Нао).

### Гидрография
В регионе всего две больших реки: Сегура в провинции Аликанте (протекающая из Андалусии) и Хукар в провинции Валенсия (берущая начало в Кастилия-Ла-Манча). Обе реки активно используются человеком в городах, производствах и сельском хозяйстве. Туриа — третья по величине река, берёт свои истоки из Арагона. Реки в регионе, как, например, Виналопо, обычно коротки и маловодны (из-за использования в сельском хозяйстве и климата) и часто летом высыхают.

## История

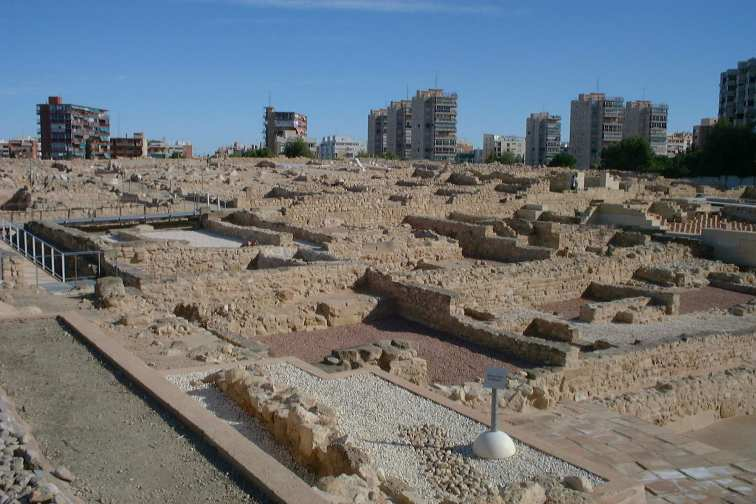
Археологические раскопки Тоссаль де Манисес, древнего иберийско—карфагенско—римского города «Арки-Лёке» или «Лучентум».

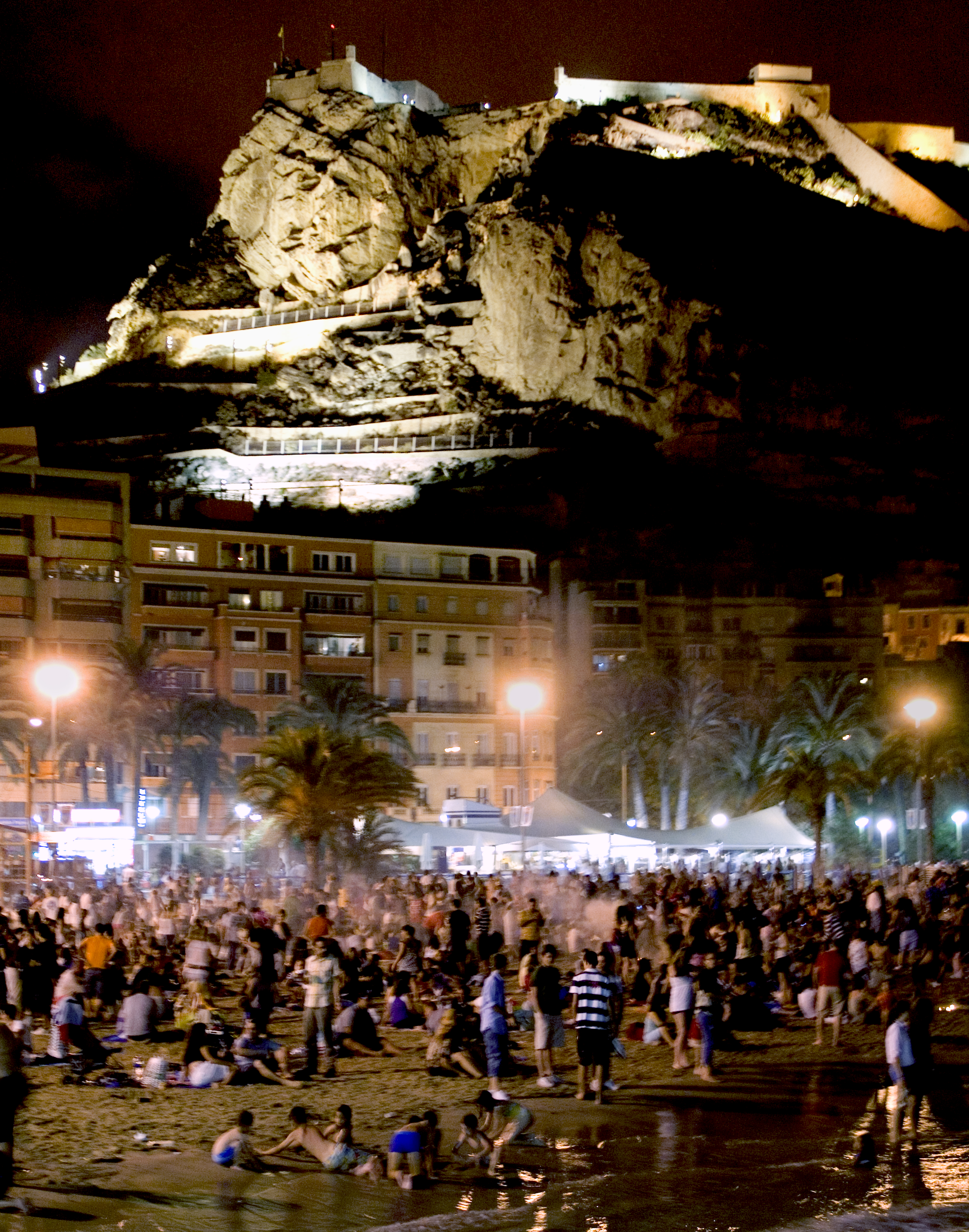
Замок Санта Барбары, Аликанте.

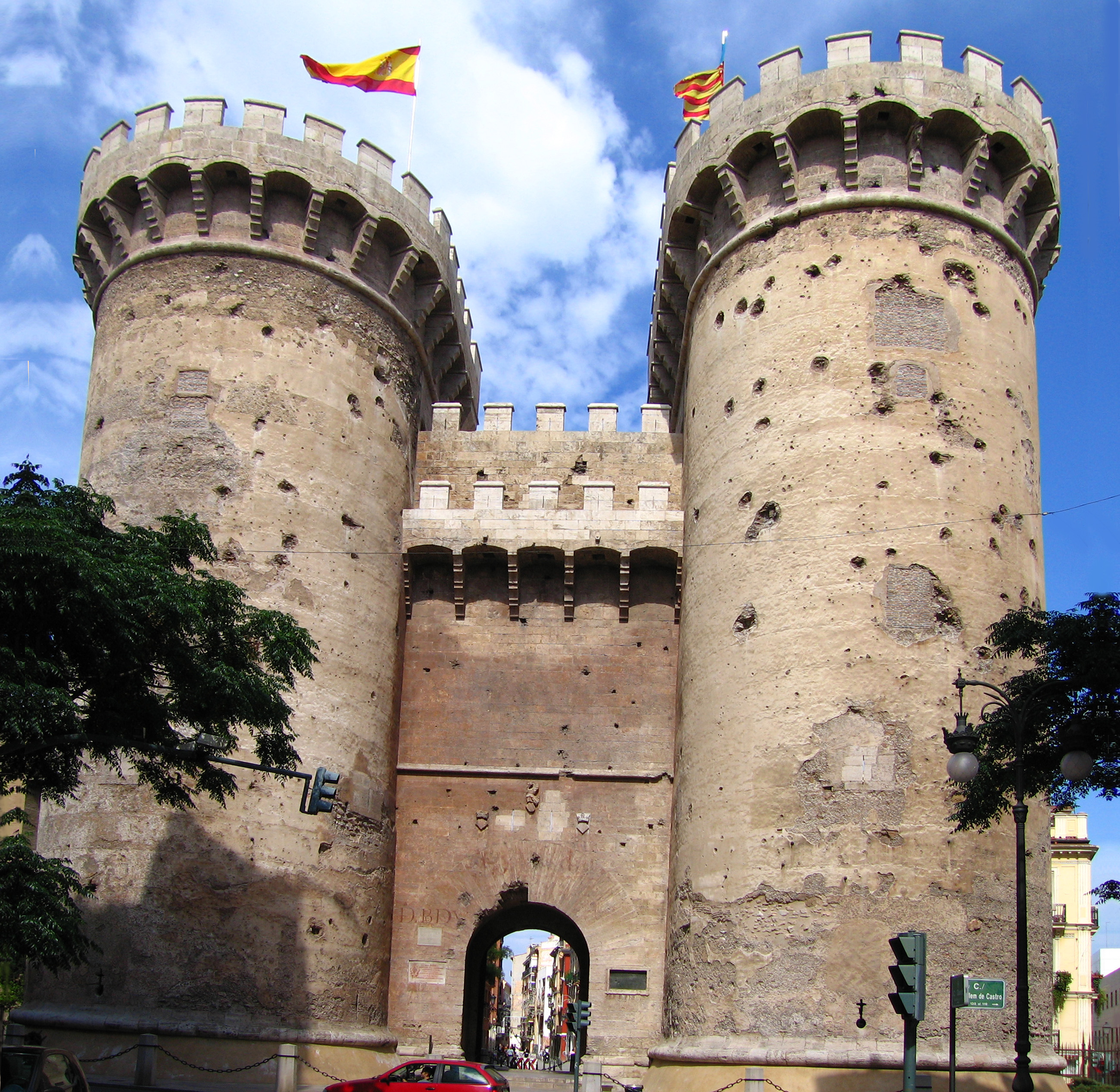
Квартские Башни, Валенсия.

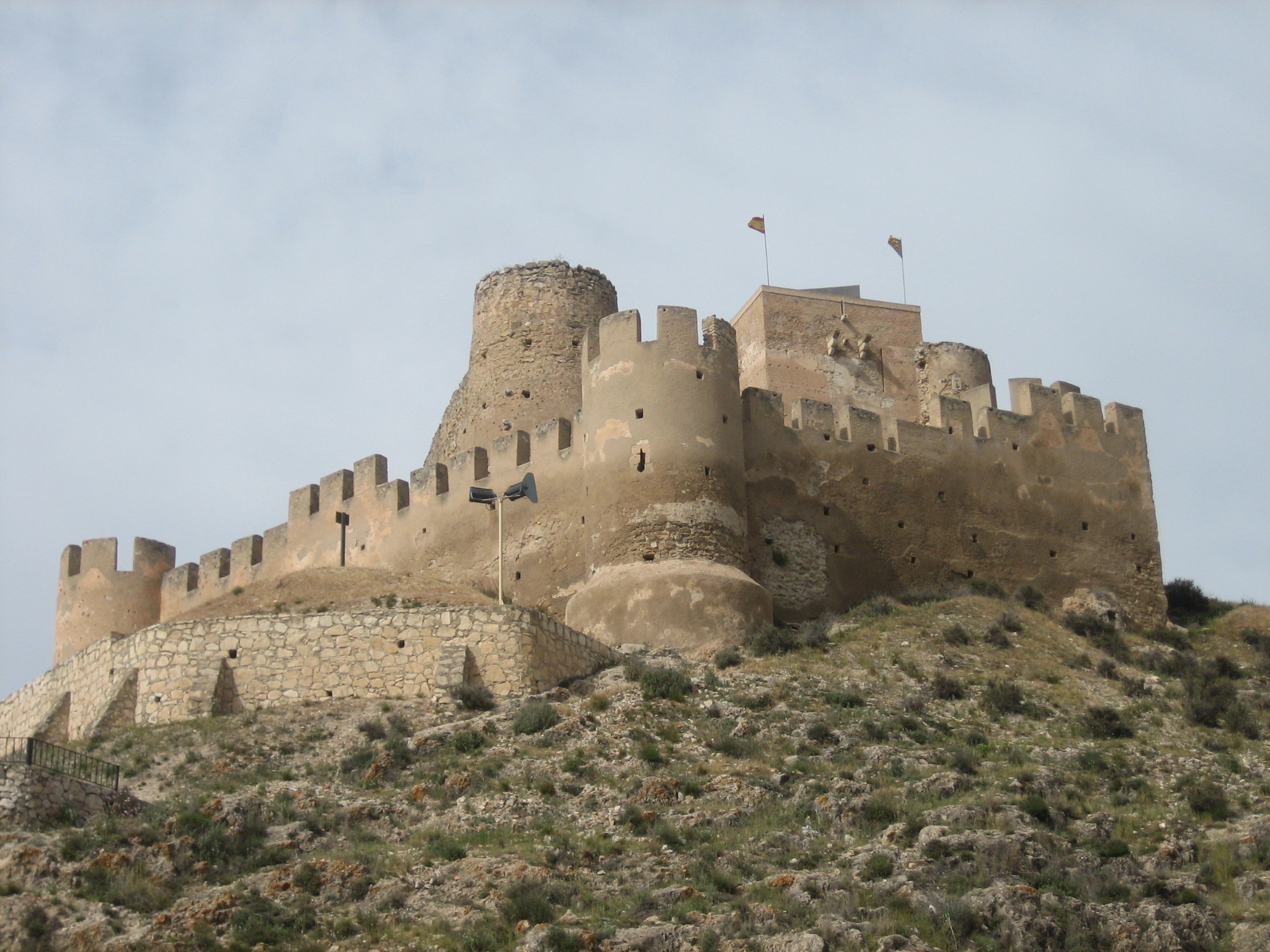
Замок Бьяр

Провинции Валенсии

Истоки сегодняшней Валенсии относятся к бывшему Королевству Валенсия, которое появилось в XIII веке. Хайме I совершил Реконкисту и освободил от оккупации исламских тайфов арагонские и каталонские народы в 1208 году и основал Королевство Валенсия, третье независимое государство, принадлежавшее Арагонской короне в 1238 году.
В 1707 году, в ходе войны за испанское наследство и по декрету Нуэва Планта, король Филипп V подчинил себе Королевство Валенсия, как и другие государства, принадлежавшие бывшей Арагонской короне и получившие часть автономии, к королевству Кастилия и его законам. В результате институты и законы, созданные ранее, были отменены, а валенсийский язык был запрещён в официальных инстанциях и школах. При Бурбонах было создано новое Королевство Испания, более централизованное, чем Габсбургская Испания.
Первая попытка получить самоуправление Региона Валенсия в современной Испании была предпринята во время Второй Испанской Республики, в 1936 году, однако началась Гражданская война и проект автономии был отменён. В 1977 году, после диктатуры Франсиско Франко, Валенсия стала частично автономной с созданием Consell Pre-autonòmic del País Valencià (Пред-автономный Совет Валенсийского Государства) и в 1982 году самоуправление наконец вылилось в Закон об Автономии, создавшем несколько местных управляющих инстанций под управлением Генералитат Валенсии.
Валенсийский Закон об Автономии гласит, что Валенсия должна быть современной концепцией самоуправляющейся страны Валенсия первых автономных движений времён Второй Испанской Республики, а также включать традиционную концепцию валенсийской самоидентификации, как продолжателей исторического Королевства Валенсия На самом деле после двухпартийной реформы в 2006 году Закон об Автономии включает часть старого гражданского права, использующую традиционную концепцию королевства, а с другой стороны, обращает внимание на Валенсию как на нацию в соответствии с современной концепцией.

## Административное деление
Традиционно территория автономного сообщества делилась на комарки, а в 1833 году, как и вся остальная Испания, была поделена на провинции. В настоящее время в Валенсии три провинции: Аликанте, Кастельон и Валенсия, которые делятся на 34 комарки.
| Провинция | Адм. центр            | Население, чел. (2016) | Площадь, км² | Комарки | Кол-во муниципалитетов |
| --------- | --------------------- | ---------------------- | ------------ | --- | ---------------------- |
| Аликанте  | Аликанте              | 1 836 459              | 5816         | Ойя-де-Алькой, Комтат, Марина-Альта, Марина-Баха, Альто-Виналопо, Виналопо-Митха, Бах-Виналопо, Алаканти, Вега-Баха-дель-Сегура, Вальс-д-Алькой, Ойя-де-Касталья                                                                                      | 141                    |
| Кастельон | Кастельон-де-ла-Плана | 579 245                | 6632         | Алькалатен, Альто-Маэстрасго, Альто-Михарес, Альто-Палансия, Бахо-Маэстрасго, Плана-Альта, Плана-Баха, Лос-Пуэртос | 135                    |
| Валенсия  | Валенсия              | 2 566 474              | 10 763       | Кампо-де-Турия, Кампо-де-Морведре, Каналь-де-Наваррес, Костера, Ойя-де-Буньоль, Валенсия, Уэрта-Норте, Уэрта-Оэсте, Уэрта-Сур, Рекена-Утьель, Ринкон-де-Адемус, Рибера-Альта, Рибера-Баха, Сафор, Лос-Серранос, Валье-де-Альбайда, Валье-де-Кофрентес | 266                    |

## Население
Население Валенсии традиционно сосредоточено в местах плодородной культивации и зелёных берегов вдоль важнейших рек (Хукар, Туриа, Сегура, Виналопо), а также в портовых городах, важных для сельскохозяйственной торговли.
Самые важные населённые пункты римских времён, Сагунт и Дения; более поздние, Валенсия, Аликанте, Хатива, Ориуэла, Эльче, Гандиа и Вильярреаль и, более современные, Альсира и Кастельон-де-ла-Плана.
Плотность населения, более высокое в центральной и южной части и меньшее в северной и внутренней части региона, соответствует традиционному расселению людей, селившихся в зависимости от влажности и возможности ирригации. На демографию также влияла производственная активность и торговля сельскохозяйственной продукцией в ХХ-м веке в не прибрежных городах, как, например, Алькой, Эльда, Онтеньенте, Петрель, Вильена и Валь-де-Ушо.
В последние годы концентрация в крупных городах и их агломерациях сильно увеличилась (Торренте, Мислата, Патерна, Бурхасот, Сан-Висенте-дель-Распеч и другие), особенно во всех прибрежных городах. Хотя традиционно маленькие города, как, например, Бенидорм или Торревьеха, получили большой приток населения (ещё более заметный летом) из-за сезонной миграции туристов.
Вследствие этих причин население Валенсии в основном урбанизировано или расположено у побережья, а также находится под влиянием сезонного туризма.
| Автономное сообщество Валенсия имеет население 5 090 839. \| Город \| Валенсия \| Аликанте \| Эльче \| Кастельон-де-ла-Плана \| Торревьеха \| Ориуэла \| Торренте \| Гандиа \| Бенидорм \| Сагунто \| Алькой \| Эльда \| Патерна \| \| Население[16] \| 796 549 \| 319 380 \| 215 137 \| 167 455 \| 84 348 \| 75 009 \| 72 660 \| 71 429 \| 67 492 \| 61 823 \| 60 931 \| 55 571 \| 54 560 \| |          |          |         |                       |            |         |          |        |          |         |        |        |         |
| Город | Валенсия | Аликанте | Эльче   | Кастельон-де-ла-Плана | Торревьеха | Ориуэла | Торренте | Гандиа | Бенидорм | Сагунто | Алькой | Эльда  | Патерна |
| Население | 796 549  | 319 380  | 215 137 | 167 455               | 84 348     | 75 009  | 72 660   | 71 429 | 67 492   | 61 823  | 60 931 | 55 571 | 54 560  |

| Город     | Валенсия | Аликанте | Эльче   | Кастельон-де-ла-Плана | Торревьеха | Ориуэла | Торренте | Гандиа | Бенидорм | Сагунто | Алькой | Эльда  | Патерна |
| Население | 796 549  | 319 380  | 215 137 | 167 455               | 84 348     | 75 009  | 72 660   | 71 429 | 67 492   | 61 823  | 60 931 | 55 571 | 54 560  |

## Языки
Валенсийский и Испанский — официальные языки в Валенсии. Испанский является официальным языком Испании, в то время как в Законе об Автономии валенсийский определяется как llengua pròpia («свой язык»). На валенсийском традиционно разговаривают в прибрежных районах, в то время как внутренние районы больше тяготеют к испанскому, ведь они вошли в состав Испании в 1833 и не принадлежали историческому Королевству Валенсия. Поэтому закон 1984 «Использование и преподавание Валенсийского» определяет конкретные муниципалитеты как «доминирующие испано-говорящие» и позволяет дополнительные исключения при официальном использовании валенсийского, несмотря на то, что право использования и получения обучения валенсийскому гарантируется Законом об Автономии на всей территории Валенсии.
| Понимают | 76 % |
| Разговаривают | 53 % |
| Читают | 47 % |
| Пишут | 25 % |
| Источник: Acadèmia Valenciana de la Llengua (2004). Enquesta sobre la situació del valencià. Архивировано из оригинала 15 февраля 2006 года. |      |

Даже в районах, входивших в Королевство Валенсия, знание валенсийского сократилось из-за ассимиляции языков (особенно во времена Франсиско Франко), а также под влиянием иммиграции из других регионов Испании и мира. В этих районах валенсийский понимает 83 % населения, а разговаривает 58 %, что выше, чем в целом в регионе (см. таблицу).
Валенсийский регулируется Валенсийской Академией Языка, созданной в 1998. В законе о создании Академии заявляет о том, что валенсийский является частью лингвистической системы испанских территорий бывшей Арагонской короны, называющие его «родной язык» на своих территориях. Тем не менее, позднее в официальном заявлении в 2005 году Академия сообщила, что язык Валенсии одинаков с тем, на котором говорят в Каталонии и на Балеарских островах. Вне зависимости от филологических споров, традиционно язык в Валенсии называется «валенсийский».

## Экономика
Территория Валенсии имеет вытянутую форму, с сильными, но не постоянными осадками, что затрудняет внутренние связи и усложняет сельскохозяйственное использование земли, хотя земля в прибрежных долинах очень плодородна. Эта прибрежная ось торговала с Европой либо через Средиземное море, либо по земле через Каталонию.
Природные ресурсы в Валенсии скудные, в основном минеральные, среди которых выделяется мрамор в провинции Аликанте.
Что касается гидроресурсов, потребность в них выше, чем их может быть получено, особенно это касается провинции Аликанте. Когда засуха особо сильная, проблема решается временными отключениями воды летом и водосберегающими ограничениями. Это является причиной противостояния за водные ресурсы с соседними регионами Кастилия-Ла-Манча и Каталонией.

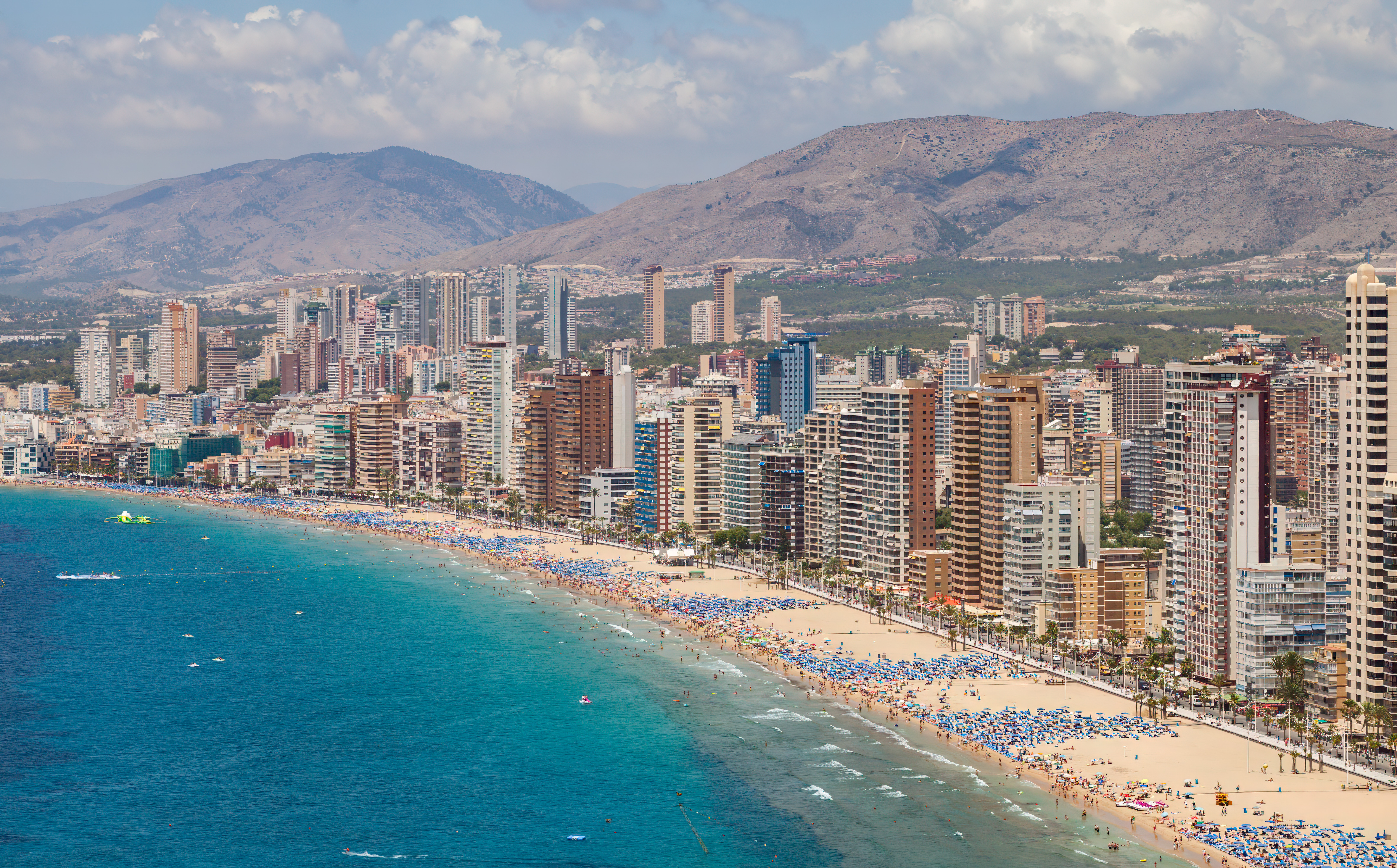
Горизонт Бенидорма показывает парадигму сезона массового туризма в Испании

Из-за бума во вторичном и третичном секторах во времена испанского чуда в 1960-х, сельскохозяйственный сектор стал терять свою важность, однако по-прежнему активно кредитуется для выращивания цитрусовых. Связано это с его заслугой в первом экономическом буме в XIX веке после веков медленного развития. В провинциях Кастельон и Валенсия до сих пор тысячи гектар цитрусовых насаждений и они до сих пор является основным источником дохода сельской местности. В провинции Аликанте цитрусовые также есть, однако сельское хозяйство более диверсифицировано, растёт больше овощей, особенно в Вега-Баха-дель-Сегура.
Высокая температура и стабильная погода летом, которая иногда приводит к нехватке воды для сельского хозяйства и снабжения населения, даёт возможность туризму быть главной индустрией экономики с высокой долей жилых домов на побережье, принадлежащих местным, жителям внутренних областей Испании, а также из других стран ЕС (в основном из Британии, Германии, Бельгии и Норвегии), что приводит к резкому сезонному увеличению населения (и потребности в воде) в летнее время. В Валенсии развита туристическая инфраструктура, по региону проложен Маршрут Борджиа, охватывающий 10 населённых пунктов.
В 2002 Регион Валенсия произвёл 10,5 % ВВП Испании. Доля безработных составляет около 10,5 % и больше среди женщин. Доля экономически активного населения в 2002 составляет 56,8 %. Типичный для Валенсии бизнес — малая или средняя компания, обычно семейная, хотя бывают и многонациональные.
В дополнение к туризму экономика Валенсии характеризуется большим экспортом, являясь второй по объёму экспорта в Испании с долей в 12 % в общем экспорте Испании. В основном экспортируется сельскохозяйственная продукция, керамическая плитка, товары из мрамора и автомобили (В Альмусафес расположена сборочная линия Ford), из-за чего порт Валенсии является самым загруженным в Испании.
В 2004, ВВП Валенсии составил 93,9 % от среднего в ЕС, хотя эти цифры могут быть преувеличены из-за иностранных резидентов из других регионов Европы или экономических иммигрантов, которые не включаются в официальную статистику. Показатели роста после 2004 были великолепными во всей Испании и к 2007 упомянутые цифры увеличились.

## Образование
Государственное образование в Испании бесплатное и длится с шести- и до шестнадцатилетнего возраста. Нынешняя система образования называется LOGSE (Ley de Ordenación General del Sistema Educativo).

### Ступени
- С 3 до 5 лет — дошкольная
- С 6 до 11 лет — начальная школа
- с 12 до 16 — обязательная средняя школа
- с 16 до 17 — «бачилерато».

Дети с 3 до 5 лет имеют возможность пойти в infantil (аналог детского сада) или стадия Дошкольного образования, которая является необязательной и бесплатной для всех учащихся. Она считается вводной стадией в обучающий процесс и есть почти во всех начальных школах. Также есть несколько отдельных сестринских школ.
Испанские школьники в возрасте с 6 до 16 ходят в начальную школу (Colegio) и среднюю школу (Instituto), которые обязательны и бесплатны. По окончании школьники получают Сертификат об окончании Средней Школы, который необходим для дальнейшего (но не обязательного) образования в бачилерато для обучения в университетах. После окончания бачилерато ученики могут сдать вступительные экзамены в университет (Pruebas de Acceso à la Universidad или Selectividad), которые сильно отличаются в зависимости от региона.

### Университеты
В регионе расположено несколько престижных вузов, как, например, Университет Валенсии, основанный в 1499. По запросу Хайме I папа Иннокентий IV в 1246 одобрил буллой основание учебного заведения в Валенсии. Статус Университета был одобрен местным магистратом Валенсии 30 апреля 1499, что и считается датой основания университета. В 1501 году Папа Александр VI подписал билль подтверждения и годом позже Фердинанд II Арагонский объявил Королевское Разрешение.
Среди других университетов есть Университет Кардинала Герреры, Политехнический Университет Валенсии, Университет Мигеля Эрнандеса в Эльче, Университет Хаиме I и Университет Аликанте.

### Прочее
Сбором и систематизацией валенсийского наследия занимается Валенсийская библиотека.

## Политика

### Женералитат

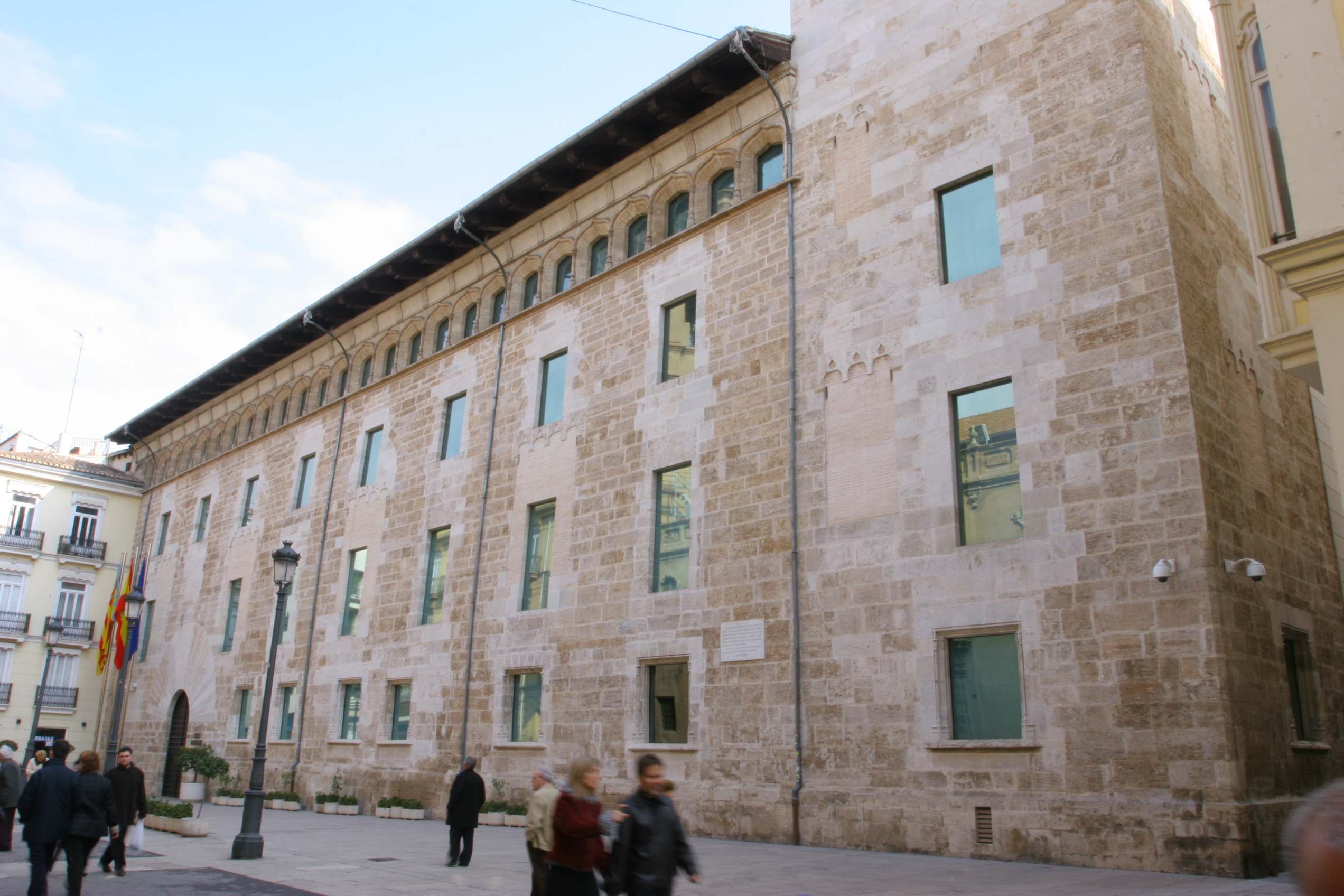
Дворец Борха, место расположения Валенсийского Правления

В процессе восстановления демократии в Испании с 1975 по 1978 националистская и регионалистская партии выступали за предоставление самоуправления некоторым территориям Испании. Конституция 1978 дала легальную возможность создать автономные сообщества из провинций с историческими и культурными связями. В результате Валенсия получила собственные управленческие институты, в 1982 провозгласила себя автономным сообществом с принятием первого Закона об Автономии, позднее подтверждённого Верховным Судом Испании.
Все сообщества создавались в парламентской системе, с основными полномочиями у правительства. «Президент» зависит от поддержки законодательной власти, члены которой выбирают его большинством.
Новый Закон об Автономии был принят в 2006. Правительство Валенсии представлено в виде Женералитат Валенсии, состоящем из трёх институтов:
- Правление Валенсии, законодательная власть, с минимальным составом в 92 представителя, выбираемых по пропорциональной избирательной системе на 4 года;
- Президент Женералитата, выбирается Правлением, от которого он должен получить поддержку. Нынешний президент — Карлос Масон[англ.] (Народная партия);
- Совет Женералитата Валенсии — коллегиальный институт исполнительной власти, возглавляемый Президентом и состоящий из членов, назначенных им же.

В Женералитат также могут входить институты, созданные Правлением. Так уже созданы Омбудсмен, Общественный контролирующий орган, Валенсийский совет по Культуре, Валенсийская Академия Языка, Юридический и Консультационный Советы, Социальный и Экономический Комитеты.
С 2023 по 2024 годы у власти была коалиция Голоса и Народной партии, с июня 2024 года в правительство автономии входит только Народная партия.В составе Кортесов входят Народная партия, Социалисты, Левая коалиция- компромисс, а также Голос.

### Символы Валенсии

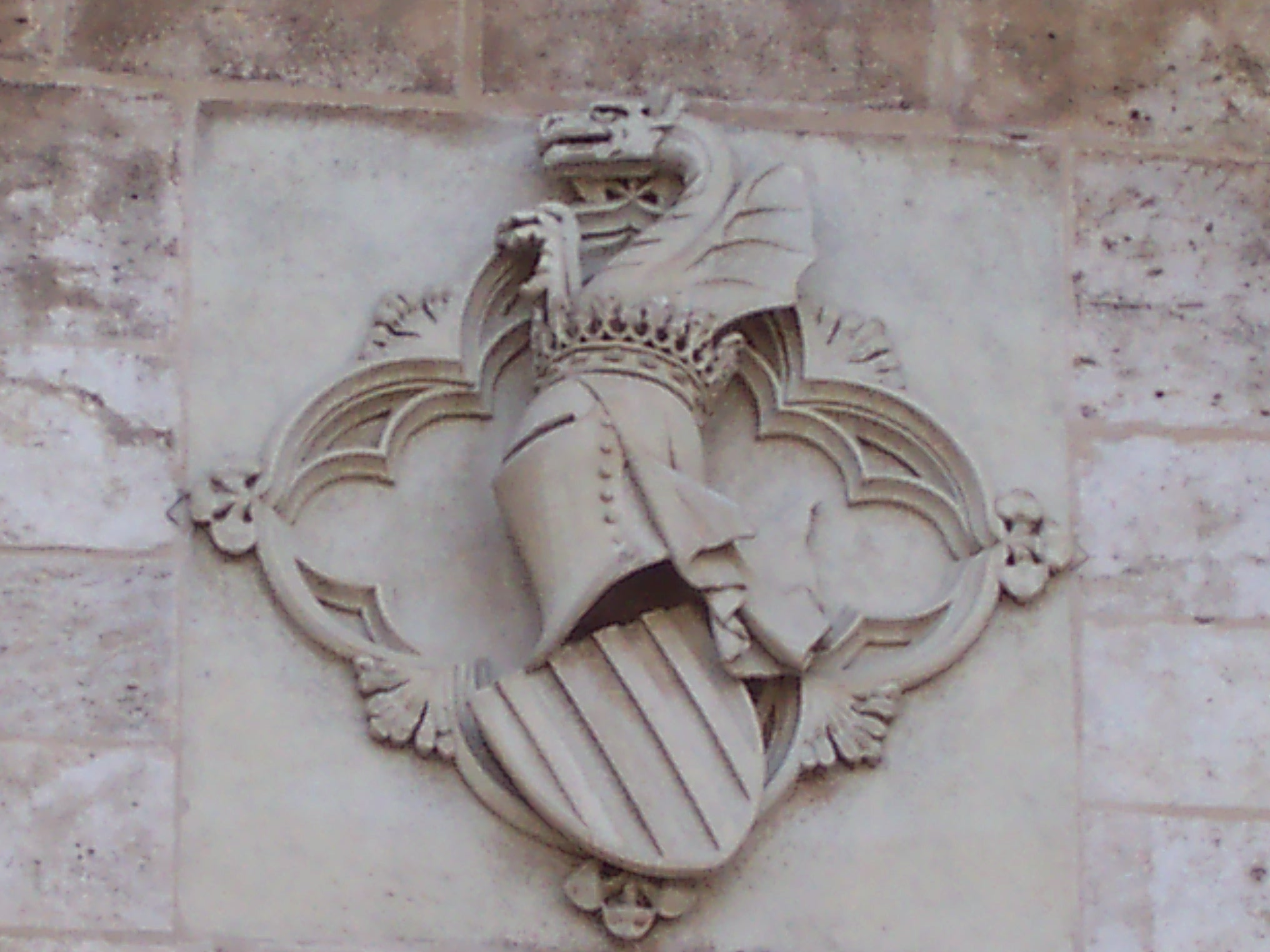
Валенсийский герб над входом в Торре де Серранс

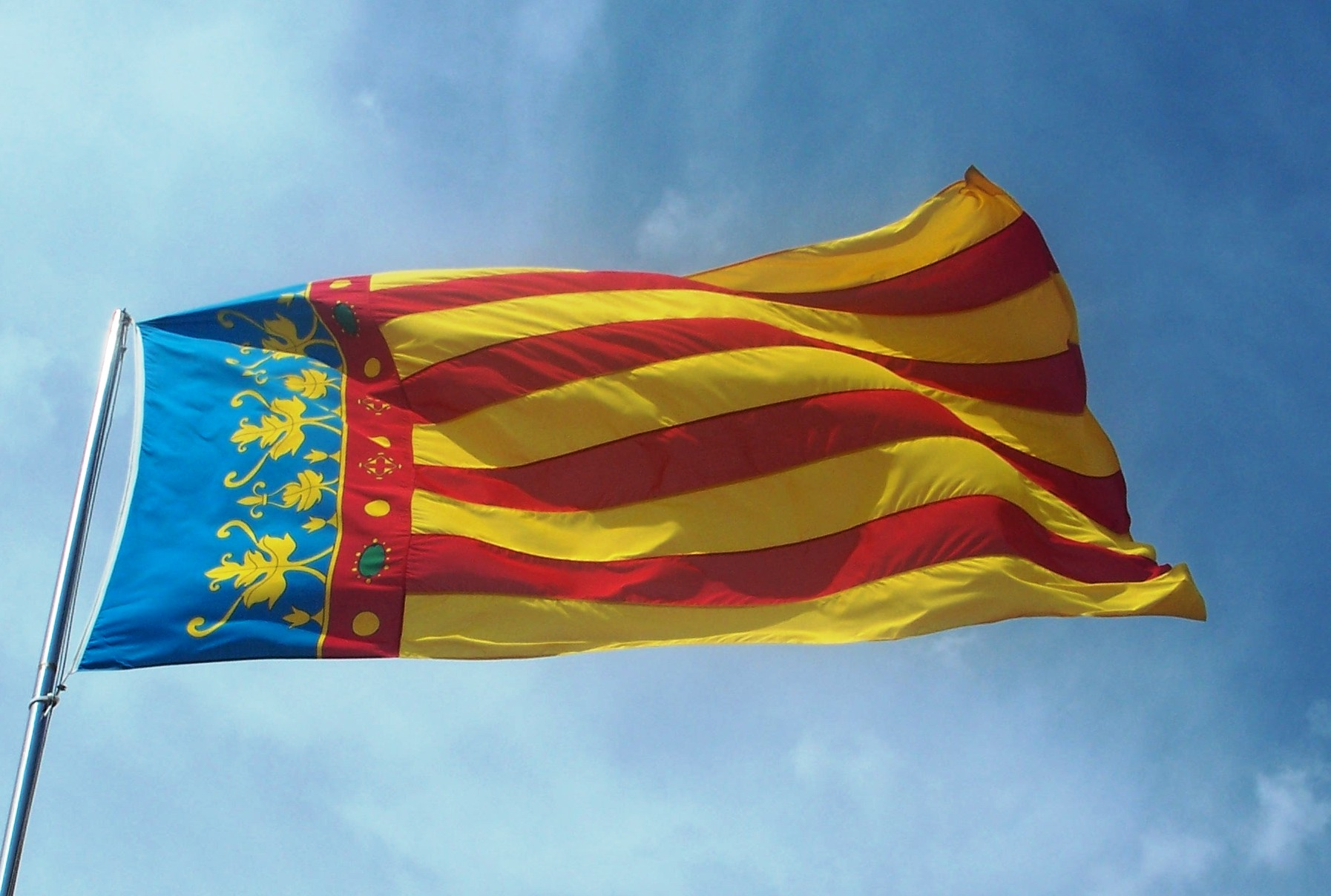
Валенсийский флаг в пропорции 1:2 на вершине Торре де Серранс

Официальный валенсийский гимн — Гимн Региональной Выставки 1909, куда включена композиция старого гимна города Валенсия XVI века. Эмблема Валенсийского Генералитата включает в себя клеймо Короля Педро IV как представителя Королевства Валенсия.
Официальный флаг, также известный как Senyera Coronada и соответствующий флагу города Валенсии, а также исторической Саньере, геральдическому символу Арагонской короны, используемый сегодня в разных вариациях во всем бывшем Королевстве и районах, бывших в составе короны. Также он используется в ряде валенсийских частных и общественных организаций, как, например, профсоюзы культурные ассоциации или политические партии, которые используют «Сеньера» как флаг Валенсии.
Другие символы также используются на разных уровнях общества, как, например, геральдические животные летучая мышь и летающий дракон, или музыку Муишеранга.

## Транспорт

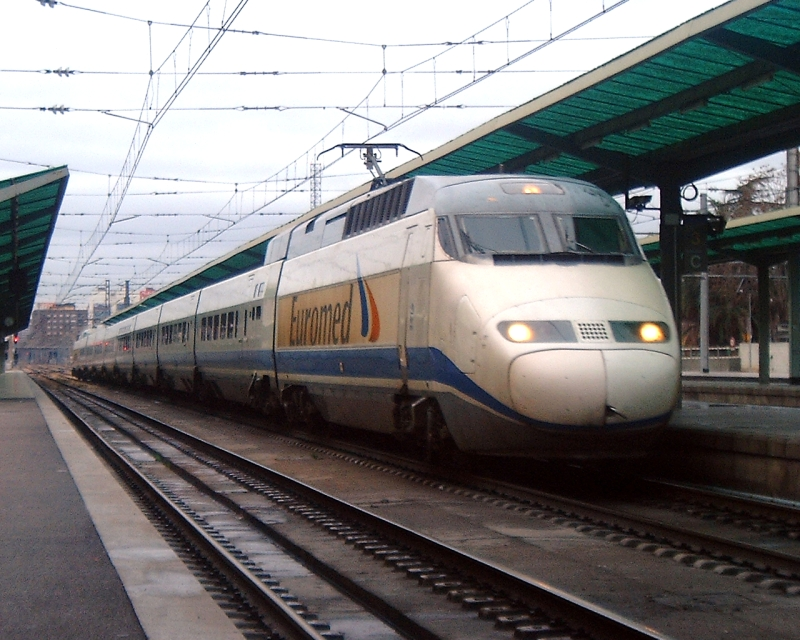
Поезд Euromed

### Воздушный
В Валенсии есть два международных аэропорта: аэропорт Аликанте, ориентированный в основном на туристов, и аэропорт Валенсии поменьше, ориентированный на бизнес.

### Железнодорожный
В Валенсии довольно разветвлённая сеть железных дорог, которая соединяет главные города с остальной страной, как, например, Euromed до Каталонии и Alaris до Мадрида, оба принадлежащие национальной испанской железнодорожной компании RENFE.
Ожидается активный прирост перевозок после начала полноценной работы высокоскоростных поездов на линии «Восточный коридор AVE», который соединит Мадрид с Валенсией, Аликанте, Альмерией и Мурсией.

#### Пригородное сообщение и метро
Cercanías-Rodalies Valencia — пригородные поезда, обслуживающие три провинции Валенсии и их города. Управляется подразделением RENFE. Ещё одна компания, Ferrocarrils de la Generalitat Valenciana, управляет линиями между Аликанте, Бенидормом и Денией. Также управляет трамваями и метро в городах Валенсия и Аликанте.

### Автобусный
Автобусный вокзал Валенсии соединяет город с Барселоной (до автовокзала Норт и терминалов Т1 аэропорта Эль-Прат) и Аликанте; автобусное сообщение с Мадридом отсутствует (на май 2024). Перевозки осуществляют компания ALSA, а также автобусные агрегаторы FlixBus и BlaBlaCar.

## Спорт

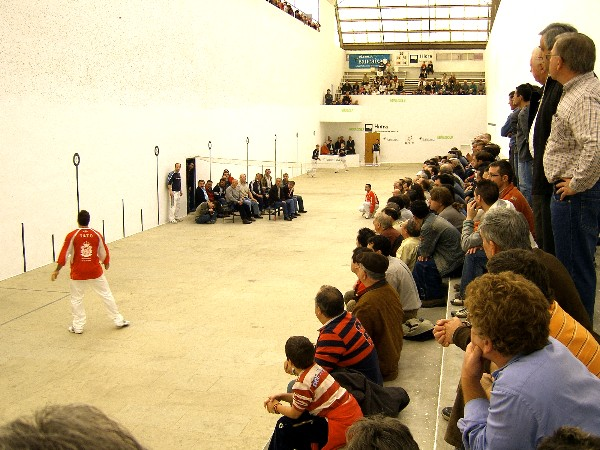
Матч валенсийской пилоты

Футбол — самый популярный спорт в Валенсии. Свои команды есть в каждом городке и деревне, три команды сейчас играют в Примере: Валенсия, Вильярреал, Леванте. Также есть и другие крупные команды, как, например, Алькояно, Кастельон, Эльче и Эркулес.
Профессиональный баскетбол представлен в высшей лиге одной командой — Валенсией. Также женская команда по баскетболу Валенсия является чемпионом Испании и финалистом Евролиги.
Мотоспорт также очень популярен, благодаря трассе имени Рикардо Тормо и Мото Гран-при Валенсии.
С 2008 по 2012 год в Валенсии проводился городской этап гонок Формула-1 Гран-при Европы. Несмотря на местоположение непосредственно у прогулочной части морского променада, по состоянию на весну 2024 года трасса заброшена, и на ней живут бомжи.
Исконным местным спортом является Валенсийская пилота, которая направляет профессиональную команду на международные матчи с похожими видами игр с мячом по всему миру. У этого спорта есть множество вариаций, он может играться на улице или на специальных площадках. В него можно играть как командами, так и индивидуально. Интересным в спорте является то, что зрители могут сидеть очень близко, или даже посередине корта. Появление игры относится к XV веку, однако потом она была забыта. Новое рождение спорта связано с появлением телевизионных трансляций.